# Matthew Dellavedova
Matthew Dellavedova (* 8. September 1990 in Maryborough, Victoria) ist ein australischer Basketballspieler, der bei Melbourne United unter Vertrag steht.

## Karriere
Dellavedova spielte in Australien für das Australian Institute of Sport, ehe er 2009 in die USA wechselte, um am Saint Mary’s College of California zu spielen und zu studieren. Er verließ Saint Mary’s nach vier Jahren als erfolgreichster Korbschütze und Vorlagengeber der bisherigen Geschichte der Hochschulmannschaft. Der Australier stellte weitere Bestmarken auf, unter anderem stand er mit 288 erzielten Dreipunktewürfen und 136 Einsätzen auf dem ersten Platz des Saint Mary’s College, als er dieses verließ.
Beim anschließenden NBA-Draftverfahren 2013 wurde er jedoch von keiner Mannschaft berücksichtigt. Kurz darauf wurde er von den Cleveland Cavaliers für die NBA Summer League verpflichtet und nach überzeugenden Leistungen mit einem Vertrag ausgestattet. Im Jahre 2015 wurde er zur NBA All-Star Weekend Rookie Challenge eingeladen. Im Juni 2015 erreichte er mit Cleveland die NBA-Finalserie, unterlag jedoch den Golden State Warriors. Ein Jahr später erreichte Dellavedova mit den Cavaliers erneut das Finale: Wieder traf man auf die Golden State Warriors traf und gewann die Finalserie nach einem 1:3-Rückstand. Es war die erste Meisterschaft in der Geschichte der Cleveland Cavaliers, wie auch für Dellavedova. Er erzielte in der Meistersaison im Schnitt 7,5 Punkte sowie 4,4 Korbvorlagen je Begegnung.
Nach diesem Erfolg wechselte der Australier innerhalb der NBA zu den Milwaukee Bucks, die ihm im Juli 2016 einen Vierjahresvertrag vorlegten. In der Saison 2016/17 erzielte er in zwei wichtigen Kategorien die besten statistischen Werte seiner NBA-Zeit (7,6 Punkte, 4,7 Vorlagen/Spiel). Im Dezember 2018 kehrte er im Rahmen eines Tauschgeschäfts von Milwaukee nach Cleveland zurück.
Im Anschluss an die Saison 2020/21 verließ der für seine Einsatzbereitschaft, seinen Wettkampfgeist und seine körperbetonte Spielweise bekannte Dellavedova die Vereinigten Staaten und unterschrieb in seinem Heimatland einen Dreijahresvertrag bei Melbourne United, dem amtierenden Meister der National Basketball League (NBL). Doch bereits im Sommer 2022 ging er in die Vereinigten Staaten zurück, Dellavedova wurde im Juli von den Sacramento Kings verpflichtet. Bei den Kaliforniern blieb er Ergänzungsspieler (32 Einsätze, 1,5 Punkte je Begegnung), im Mai 2023 wurde seine Rückkehr nach Melbourne vermeldet.

### Nationalmannschaft
Mit Australiens Nationalmannschaft nahm er 2012, 2016, 2021 (verschobene Spiele von Tokio 2020) und 2024 an den Olympischen Sommerspielen teil. In Tokio gewann er 2021 mit der Auswahl Bronze. 2014 und 2019 stand er im Aufgebot für die Weltmeisterschaft.

## Erfolge
- 2016: NBA-Meisterschaft
- 2020: Olympische Bronzemedaille

## Karriere-Statistiken

### NBA

#### Hauptrunde
| Saison  | Team                  | GP  | GS | MPG  | FG % | 3P % | FT %  | RPG | APG | SPG | BPG | PPG |
| ------- | --------------------- | --- | -- | ---- | ---- | ---- | ----- | --- | --- | --- | --- | --- |
| 2013–14 | Cleveland             | 72  | 4  | 17.7 | .412 | .368 | .792  | 1.7 | 2.6 | 0.5 | 0.1 | 4.7 |
| 2014–15 | Cleveland             | 67  | 13 | 20.6 | .362 | .407 | .763  | 1.9 | 3.0 | 0.4 | 0.0 | 4.8 |
| 2015–16 | Cleveland             | 76  | 14 | 24.6 | .405 | .410 | .864  | 2.1 | 4.4 | 0.6 | 0.1 | 7.5 |
| 2016–17 | Milwaukee             | 76  | 54 | 26.1 | .390 | .367 | .854  | 1.9 | 4.7 | 0.7 | 0.0 | 7.6 |
| 2017–18 | Milwaukee             | 38  | 3  | 18.7 | .362 | .372 | .926  | 1.7 | 3.8 | 0.4 | 0.0 | 4.3 |
| 2018–19 | Milwaukee / Cleveland | 48  | 0  | 16.9 | .405 | .338 | .808  | 1.6 | 3.8 | 0.3 | 0.0 | 5.9 |
| 2019–20 | Cleveland             | 57  | 4  | 14.4 | .354 | .231 | .865  | 1.3 | 3.2 | 0.4 | 0.0 | 3.1 |
| 2020–21 | Cleveland             | 13  | 1  | 17.2 | .250 | .160 | .1000 | 1.8 | 4.5 | 0.3 | 0.1 | 2.8 |
| Gesamt  | Gesamt                | 447 | 93 | 20.3 | .386 | .364 | .840  | 1.8 | 3.7 | 0.5 | 0.0 | 5.5 |

#### Play-offs
| Saison  | Team      | GP | GS | MPG  | FG % | 3P % | FT %  | RPG | APG | SPG | BPG | PPG |
| ------- | --------- | -- | -- | ---- | ---- | ---- | ----- | --- | --- | --- | --- | --- |
| 2014–15 | Cleveland | 20 | 7  | 24.9 | .346 | .316 | .781  | 2.1 | 2.7 | 0.5 | .0  | 7.2 |
| 2015–16 | Cleveland | 20 | 0  | 12.1 | .351 | .258 | .750  | 0.8 | 2.8 | 0.1 | 0.1 | 3.9 |
| 2016–17 | Milwaukee | 6  | 0  | 26.5 | .390 | .375 | .800  | 2.0 | 2.0 | 0.2 | 0.0 | 7.7 |
| 2017–18 | Milwaukee | 6  | 0  | 13.0 | .333 | .222 | 1.000 | 0.8 | 2.7 | 0.3 | 0.0 | 2.0 |
| Gesamt  | Gesamt    | 52 | 7  | 18.8 | .354 | .303 | .779  | 1.4 | 2.6 | 0.3 | 0.0 | 5.4 |